# 安东尼奥·萨巴托
安东尼奥·萨巴托（義大利語：Antonio Sabato，1958年1月9日—），意大利男子足球运动员，司职中场。他曾代表意大利国奥队参加1984年夏季奥林匹克运动会足球比赛，获得第四名。